# Croton stelluliferus
Espèce
Synonymes
- Croton stellulifer (préféré par NCBI)[2]
- Croton stelluliferus[2]

Croton stelluliferus (localement appelé cubango ou cobanga) est une espèce de plantes à fleurs de la famille des Euphorbiaceae et du genre Croton. C'est un arbre endémique de Sao Tomé-et-Principe.